# Metacalypogeia baltica
Metacalypogeia baltica là một loài rêu trong họ Calypogeiaceae. Loài này được Grolle mô tả khoa học đầu tiên năm 1999.